# Landtag von Baden-Württemberg

Ehemaliges Logo (2008)

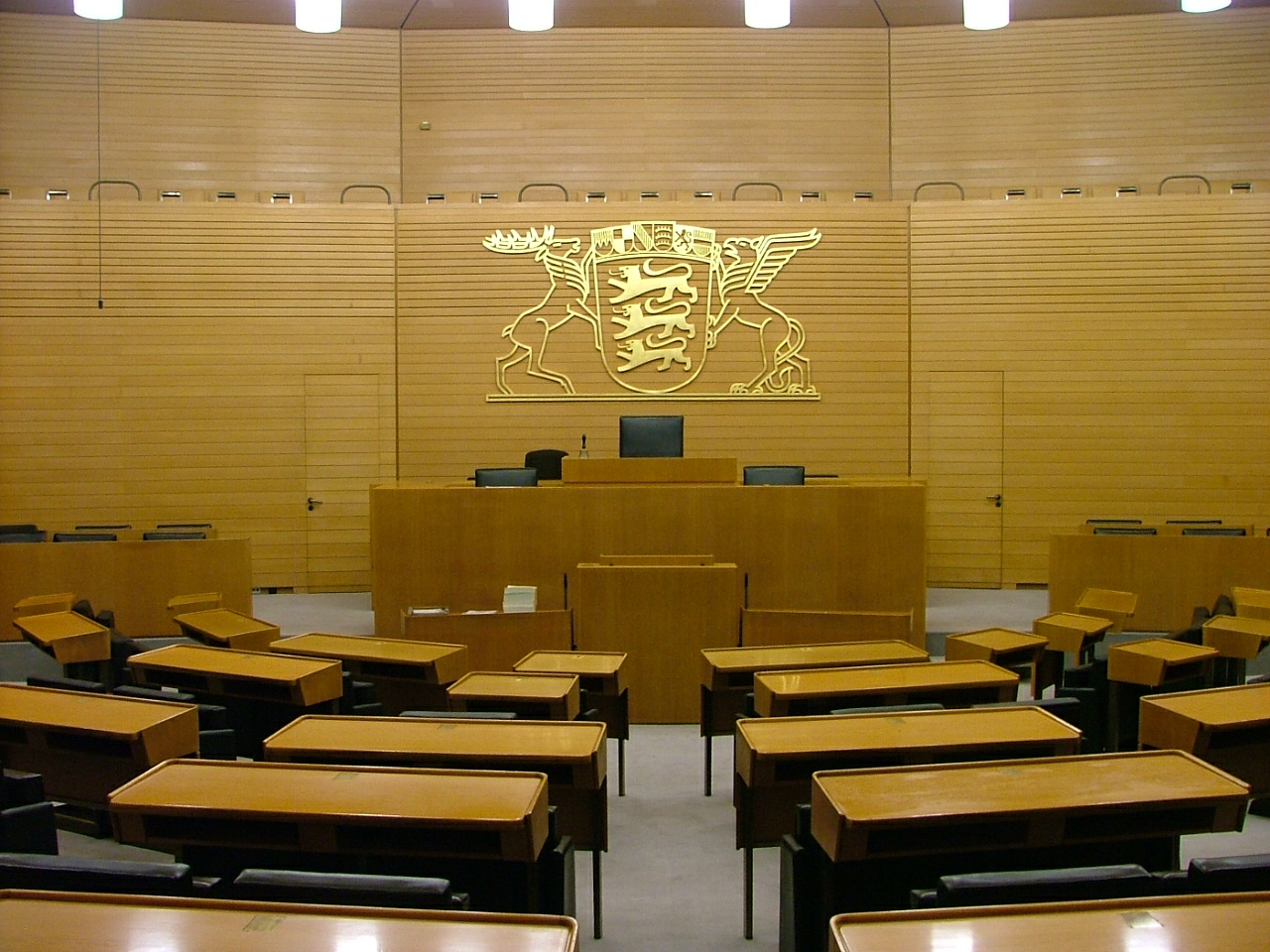
Plenarsaal vor der Sanierung

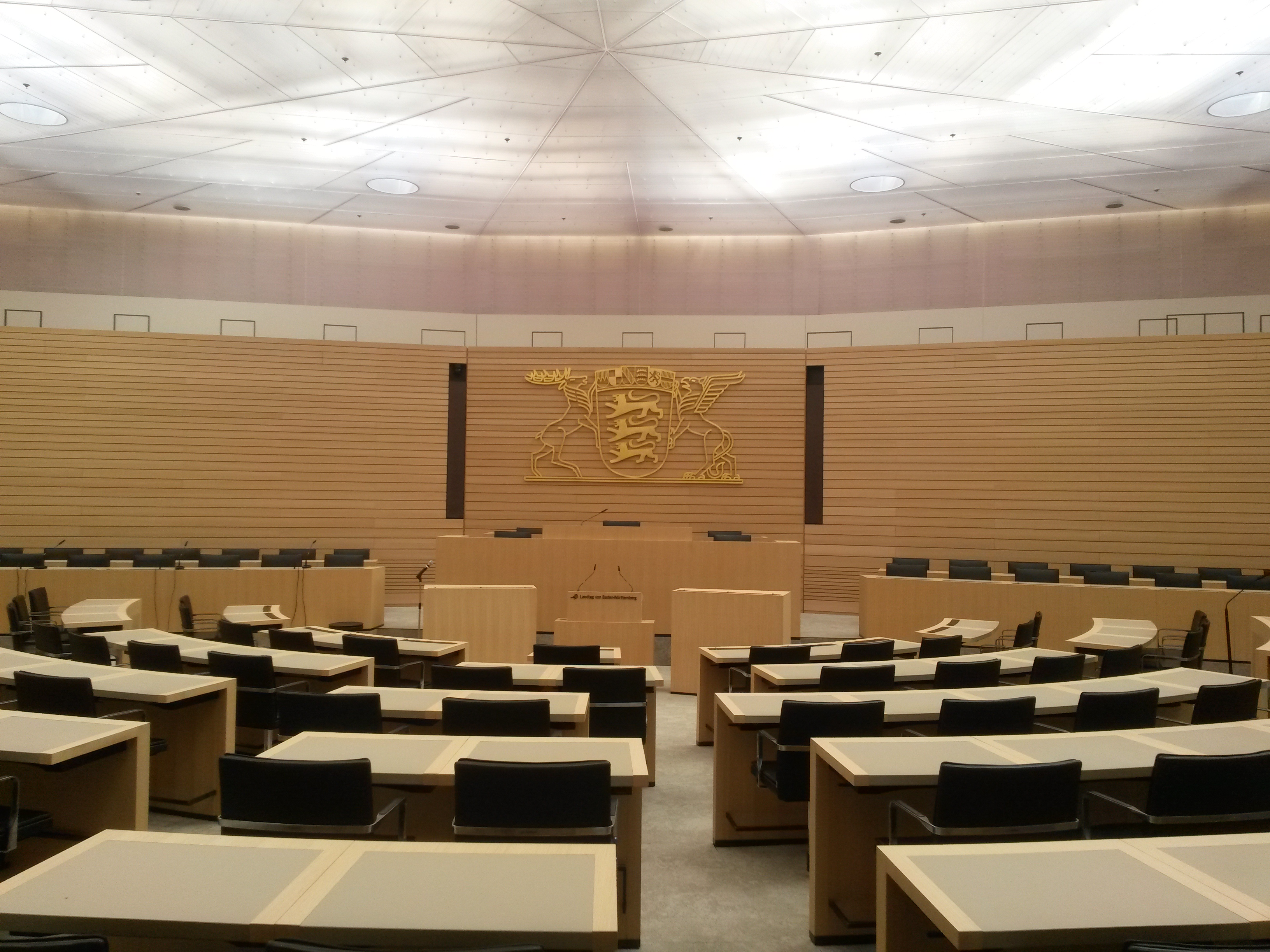
Plenarsaal nach der Sanierung

Der Landtag von Baden-Württemberg ist das Landesparlament des Landes Baden-Württemberg mit Sitz in Stuttgart. Landtagspräsidentin ist seit 2016 Muhterem Aras (Grüne).

## Geschichte
Der Landtag von Baden-Württemberg steht in der Tradition demokratischer Vorläufer. Zu Zeiten der Weimarer Republik waren dies der Landtag der Republik Baden und der Landtag des freien Volksstaates Württemberg. Nach dem Ende des Zweiten Weltkriegs wurden auf dem Territorium des späteren Landes Baden-Württemberg drei Länder errichtet.
Die Beratende Landesversammlung und der Landtag von Baden tagten von 1946 bis 1952 im Historischen Kaufhaus von Freiburg im Breisgau. Badischer Landtagspräsident von 1947 bis 1951 war Karl Person.
Der Landtag des Landes Württemberg-Hohenzollern trat 1946 zunächst als Beratende Landesversammlung im Kloster Bebenhausen in Tübingen zusammen. Präsident des Landtags von Württemberg-Hohenzollern war 1947 bis 1952 Karl Gengler.
Die Verfassunggebende Landesversammlung und der Landtag von Württemberg-Baden tagten von 1946 bis 1952 in Stuttgart. Präsidenten des Landtags von Württemberg-Baden waren 1946 Wilhelm Simpfendörfer und 1947 bis 1952 Wilhelm Keil. Als Tagungsort diente seit 1947 das 1889 errichtete Eduard-Pfeiffer-Haus der Stiftung Arbeiterheim in der Heusteigstraße 45 in Stuttgart. Im selben Gebäude tagte auch der Landtag von Baden-Württemberg noch bis 1961.

## Gebäude

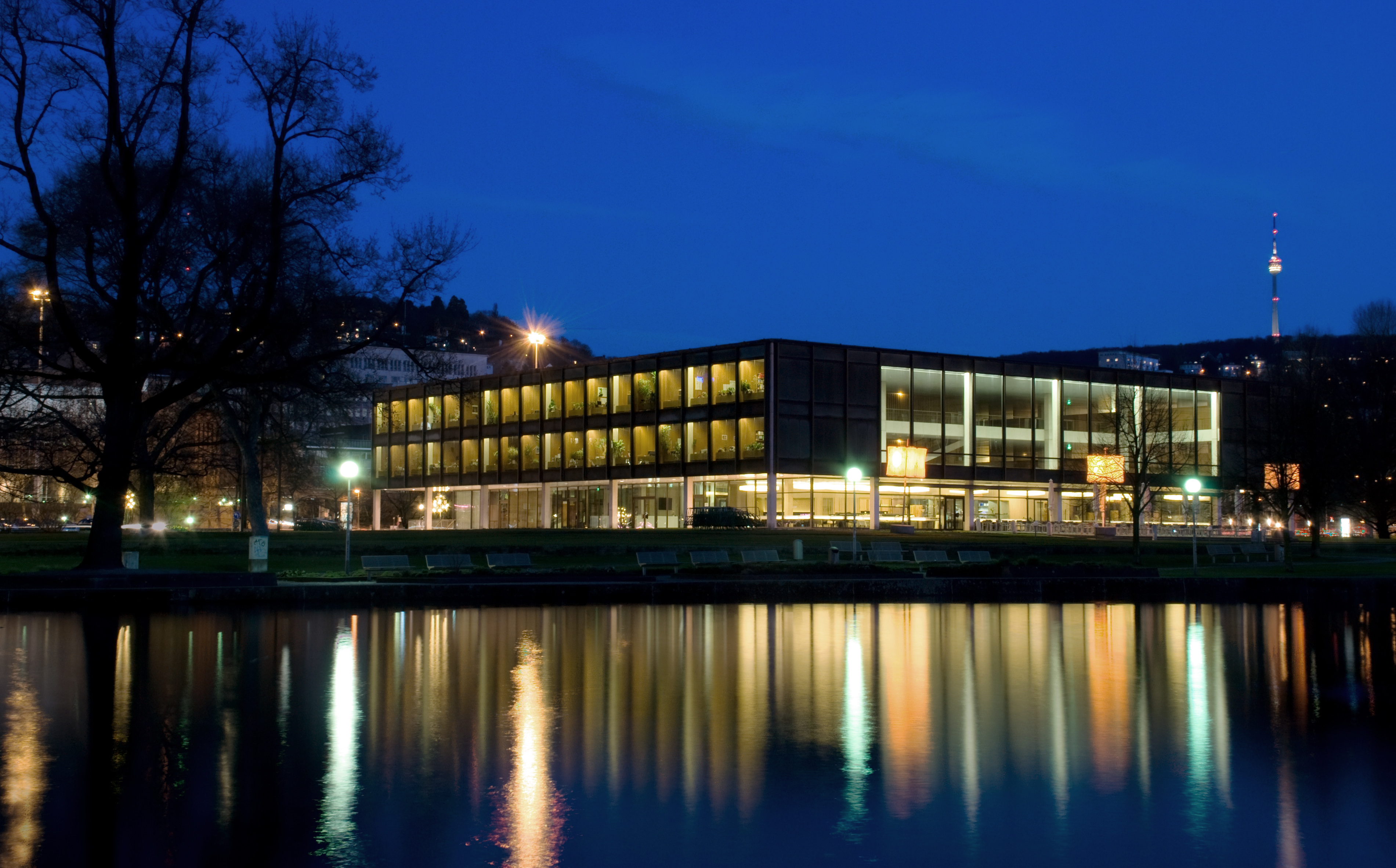
Landtagsgebäude bei Nacht

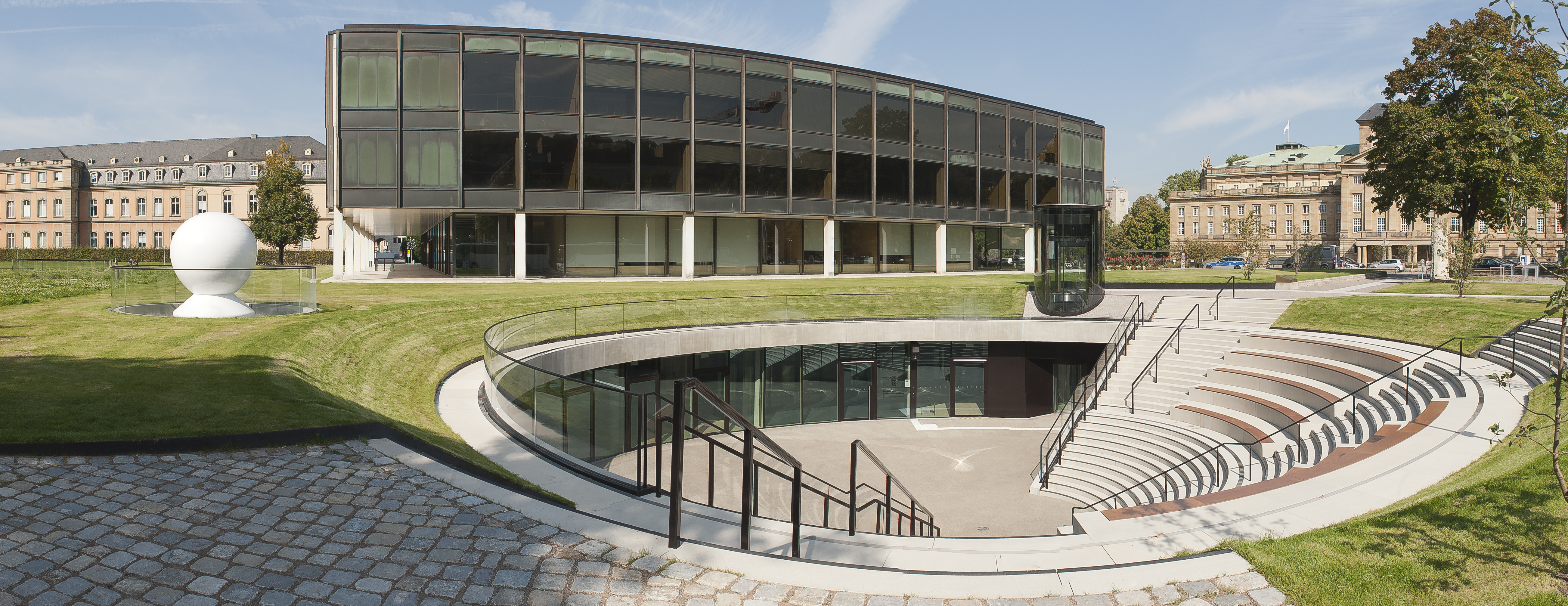
Neuer Eingangsbereich (2017)

Die Gebäude des Landtags von Baden-Württemberg sind das im oberen Schlossgarten gelegene quadratische Haus des Landtags von 1961 und das jenseits der Konrad-Adenauer-Straße liegende 1987 eingeweihte Haus der Abgeordneten. Die beiden Gebäude sind durch einen Fußgänger-Tunnel miteinander verbunden. Errichtet wurde das Landtagsgebäude von Erwin Heinle, Architekt und Hochschulprofessor in Stuttgart, und Horst Linde, dem Leiter der damaligen Bauverwaltung. Diese arbeiteten nach einem Entwurf des Mainzer Architekten Kurt Viertel. Der ursprüngliche Siegerentwurf der Architekten Peter C. von Seidlein und Ulrich Schmidt von Altenstadt wurde 1964 in Tübingen als Universitätsgebäude verwirklicht. Das Innere beider Gebäude wird auch durch Kunstwerke namhafter Künstler geprägt.
Das Gebäude wurde von Herbst 2013 bis zum Frühjahr 2016 von Staab Architekten aus Berlin für 52,1 Millionen Euro umgebaut und saniert. Ziele waren energetische und technische Verbesserungen sowie eine Umgestaltung des Daches des Plenarsaales, den bisher kein Tageslicht erreichte. Volker Staab erhielt für die Generalsanierung den Hugo-Häring-Preis 2018. Während des Umbaus des Landtagsgebäudes tagte der Landtag vom 25. September 2013 bis zum Frühjahr 2016 im Kunstgebäude. Am 11. Mai 2016 fand die konstituierende Sitzung des 16. Landtags von Baden-Württemberg im umgebauten „Haus des Landtags“ statt.

## Sitzverteilung in der 17. Wahlperiode
Die Wahlperiode des am 14. März 2021 gewählten 17. Landtags dauert vom 1. Mai 2021 bis zum 30. April 2026.
Die konstituierende erste Plenarsitzung fand am 11. Mai 2021 statt. Alterspräsident war Winfried Kretschmann (Bündnis 90/Die Grünen).
| Fraktion | Sitze | Direktmandate | Zweitmandate |
| -------- | ----- | ------------- | ------------ |
| Grüne    | 58    | 58            | 0            |
| CDU      | 42    | 12            | 30           |
| SPD      | 19    | 0             | 19           |
| FDP/DVP  | 18    | 0             | 18           |
| AfD      | 17    | 0             | 17           |
| Gesamt   | 154   | 70            | 84           |

## Landtagspräsidenten
| Amtszeit  | Präsident          | Partei |
| --------- | ------------------ | ------ |
| 1952–1960 | Carl Neinhaus      | CDU    |
| 1960–1968 | Franz Gurk         | CDU    |
| 1968–1976 | Camill Wurz        | CDU    |
| 1976–1980 | Erich Ganzenmüller | CDU    |
| 1980–1982 | Lothar Gaa         | CDU    |
| 1982–1992 | Erich Schneider    | CDU    |
| 1992–1996 | Fritz Hopmeier     | CDU    |
| 1996–2011 | Peter Straub       | CDU    |
| 2011      | Willi Stächele     | CDU    |
| 2011–2015 | Guido Wolf         | CDU    |
| 2015–2016 | Wilfried Klenk     | CDU    |
| seit 2016 | Muhterem Aras      | Grüne  |

In der 17. Wahlperiode gibt es zwei stellvertretende Präsidenten, nachdem das Parlament in der 16. Wahlperiode nur einen stellvertretenden Präsidenten hatte.

## Landtagsdirektoren
| Amtszeit  | Direktor                     |
| --------- | ---------------------------- |
| 1952–1960 | Willy Körner                 |
| 1961–1963 | Friedrich Seethaler (mdWdGb) |
| 1963–1988 | Anton Böhringer              |
| 1988–1991 | Thomas Rösslein              |
| 1991–2001 | Winfried Grupp               |
| 2001–2005 | Eberhard Leibing             |
| 2005–2011 | Ulrich Lochmann              |
| 2011–2016 | Hubert Wicker                |
| 2016–2021 | Berthold Frieß               |
| seit 2021 | Christine Werner             |

## Landtagsfraktionen
Die Reihenfolge der nachfolgenden Nennung der Fraktionen richtet sich nach deren erstmaligem Auftreten in der Abfolge der Legislaturperioden seit 1952. Bei gleichzeitigem erstmaligen Erscheinen von Fraktionen innerhalb einer Legislaturperiode richtet sich die Reihenfolge nach deren Fraktionsstärke.

### Fraktionsvorsitzende der CDU
Die CDU war in allen Landtagen als Fraktion vertreten.
| Dauer     | Vorsitzender       |
| --------- | ------------------ |
| 1952–1953 | Franz Gurk         |
| 1953–1953 | Gebhard Müller     |
| 1953–1960 | Franz Hermann      |
| 1960–1968 | Camill Wurz        |
| 1968–1972 | Erich Ganzenmüller |
| 1972–1978 | Lothar Späth       |
| 1978–1991 | Erwin Teufel       |
| 1991–2005 | Günther Oettinger  |
| 2005–2010 | Stefan Mappus      |
| 2010–2015 | Peter Hauk         |
| 2015–2016 | Guido Wolf         |
| 2016–2021 | Wolfgang Reinhart  |
| seit 2021 | Manuel Hagel       |

### Fraktionsvorsitzende der SPD
Die SPD war in allen Landtagen als Fraktion vertreten.
| Dauer     | Vorsitzender                   |
| --------- | ------------------------------ |
| 1952–1961 | Alex Möller                    |
| 1961–1964 | Walter Krause und Hermann Veit |
| 1964–1966 | Walter Krause                  |
| 1966–1968 | Walter Hirrlinger              |
| 1968–1972 | Heinz Bühringer                |
| 1972–1973 | Walter Krause                  |
| 1973–1976 | Rudolf Schieler                |
| 1976–1980 | Erhard Eppler                  |
| 1980–1988 | Ulrich Lang                    |
| 1988–1992 | Dieter Spöri                   |
| 1992–2001 | Ulrich Maurer                  |
| 2001–2006 | Wolfgang Drexler               |
| 2006–2008 | Ute Vogt                       |
| 2008–2016 | Claus Schmiedel                |
| seit 2016 | Andreas Stoch                  |

### Fraktionsvorsitzende der FDP/DVP
Die FDP/DVP war in allen Landtagen als Fraktion vertreten.
| Dauer     | Vorsitzender             |
| --------- | ------------------------ |
| 1952–1953 | Wolfgang Haußmann        |
| 1953–1956 | Otto Gönnenwein          |
| 1956–1960 | Eduard Leuze             |
| 1960–1964 | Walter Nischwitz         |
| 1964–1968 | Friedrich Stock          |
| 1968–1969 | Eduard Leuze             |
| 1969–1976 | Johann Peter Brandenburg |
| 1976–1984 | Jürgen Morlok            |
| 1985–1988 | Hinrich Enderlein        |
| 1988–1996 | Walter Döring            |
| 1996–2004 | Ernst Pfister            |
| 2004–2009 | Ulrich Noll              |
| seit 2009 | Hans-Ulrich Rülke        |

### Fraktionsvorsitzende des GB/BHE
Der Bund der Heimatvertriebenen und Entrechteten (BHE) war im ersten Landtag (1952–1956) als Fraktion vertreten. Der GB/BHE war im zweiten und dritten Landtag (1956–1964) vertreten.
| Dauer     | Vorsitzender  |
| --------- | ------------- |
| 1952–1954 | Karl Mocker   |
| 1954–1956 | Karl Bartunek |
| 1956–1960 | Karl Mocker   |
| 1960–1960 | Josef Schwarz |
| 1960–1964 | Karl Bartunek |

### Fraktionsvorsitzende der NPD
Die NPD war im fünften Landtag (1968–1972) als Fraktion vertreten.
| Dauer     | Vorsitzender    |
| --------- | --------------- |
| 1968–1969 | Wilhelm Gutmann |
| 1969–1972 | Werner Kuhnt    |

### Fraktionsvorsitzende der Grünen
Bündnis 90/Die Grünen (bzw. vor 1993 Die Grünen) sind seit 1980 ununterbrochen im Landtag vertreten.
| Dauer     | Vorsitzender            |
| --------- | ----------------------- |
| 1980–1983 | Wolf-Dieter Hasenclever |
| 1983–1984 | Winfried Kretschmann    |
| 1984–1988 | Fritz Kuhn              |
| 1988–1990 | Birgitt Bender          |
| 1990–1992 | Rezzo Schlauch          |
| 1992–2000 | Fritz Kuhn              |
| 2000–2002 | Dieter Salomon          |
| 2002–2011 | Winfried Kretschmann    |
| 2011–2016 | Edith Sitzmann          |
| seit 2016 | Andreas Schwarz         |

Im achten Landtag (1980–1984) hatten die Grünen keinen Fraktionsstatus und firmierten als Landtagsgruppe.

### Fraktionsvorsitzender der Republikaner
Die Republikaner (REP) waren im elften und zwölften Landtag vertreten. Einziger Fraktionsvorsitzender von 1992 bis 2001 war Rolf Schlierer.

### Fraktionsvorsitzende der AfD
Die Alternative für Deutschland ist seit 2016 im Landtag vertreten, Fraktionsvorsitzender war zunächst Jörg Meuthen. Nach der Spaltung der Landtagsfraktion im Juli 2016 übernahm Heiner Merz den Fraktionsvorsitz. Fraktionsvorsitzender der abgespaltenen Fraktion Alternative für Baden-Württemberg (ABW) sowie der ab 11. Oktober 2016 wiedervereinigten Fraktion war Meuthen bis zu seinem Wechsel ins Europaparlament.
| Dauer             | Vorsitzender     | Vorsitzender                        |
| ----------------- | ---------------- | ----------------------------------- |
| 5/2016 – 7/2016   | Jörg Meuthen     | Jörg Meuthen                        |
| 7/2016 – 10/2016  | AfD: Heiner Merz | ABW: Jörg Meuthen (ABW bis 10/2016) |
| 10/2016 – 11/2017 | Jörg Meuthen     | Jörg Meuthen                        |
| 12/2017 – 12/2022 | Bernd Gögel      | Bernd Gögel                         |
| seit 01/2023      | Anton Baron      | Anton Baron                         |

## Wahlverfahren

### Landtagswahlrecht bis zur Landtagswahl 2021

Landtagswahlkreise 2011

Das Wahlverfahren zum baden-württembergischen Landtag unterschied sich vom Wahlverfahren der meisten Bundesländer bis einschließlich zur Landtagswahl 2021 dadurch, dass keine Landes- oder Bezirkslisten aufgestellt wurden und dass jeder Wähler nur eine Stimme hatte.
Der Landtag mit nominell 120 Abgeordneten wird alle fünf Jahre gewählt. Wer die meisten Stimmen in einem der 70 Wahlkreise erreicht, erhält das Erstmandat für diesen Wahlkreis und zieht in den Landtag ein.
Die 120 Sitze werden landesweit im Sainte-Laguë/Schepers-Verfahren auf alle Parteien verteilt, die mindestens 5 % der gültigen Stimmen erreicht haben. Danach wurden die Sitze jeder Partei – wieder nach Sainte-Laguë/Schepers – auf die vier Regierungsbezirke verteilt. Bis zur Landtagswahl 2006 wurde für beide zuvor genannten Berechnungsschritte das Sitzzuteilungsverfahren nach D’Hondt angewendet.
Standen einer Partei in einem Regierungsbezirk mehr Sitze zu, als sie hier Erstmandate erreicht hat, wurden die weiteren Sitze der Partei innerhalb des Regierungsbezirks an unterlegene Wahlkreisbewerber zugeteilt.
Diese Mandate werden Zweitmandate genannt. Wenn eine Partei in einem Regierungsbezirk mehr Erstmandate erlangte, als ihr hier zustanden, behielt sie diese zusätzlichen Sitze als Überhangmandate, die Zahl der Sitze im Regierungsbezirk wurde so erhöht, dass die Sitzverteilung dem Verhältnis der erreichten Stimmenzahlen wieder entsprach (Ausgleichssitze für die anderen Parteien).
Durch den Ausgleich der Überhangmandate gab es in den 1990er Jahren Landtage mit 140–155 Abgeordneten. In der 13. Wahlperiode hatte der Landtag 128 Abgeordnete, in der 14. Wahlperiode 139, in der 15. Wahlperiode 138, in der 16. Wahlperiode 143 und in der 17. Wahlperiode sind es 154.
Das baden-württembergische Wahlverfahren wurde immer wieder als besonders kompliziert kritisiert. Zudem gab es bis zur Landtagswahl 2006 systemische Verzerrungen, weil die Zweitmandate für unterlegene Wahlkreisbewerber in der Reihenfolge der absoluten Stimmenzahlen zugeteilt wurden. Damit gab es insbesondere in Regionen mit starkem Bevölkerungswachstum Wahlkreise, in denen jede der kleineren Parteien Abgeordnete stellte, weil der Wahlkreis insgesamt sehr groß ist und vom Mittel deutlich nach oben abweicht. In anderen Wahlkreisen war es hingegen jenseits des Direktmandats fast unmöglich, gewählt zu werden. Bei der Wahl 2006 hatte der kleinste Wahlkreis Heilbronn 81.073 Wahlberechtigte und stellte einen Abgeordneten, der größte Wahlkreis Tübingen mit 136.406 Wahlberechtigten konnte drei Abgeordnete in den Landtag entsenden. Regierungsbezirke, in denen Überhang- und Ausgleichsmandate vergeben werden, waren im Landtag überproportional vertreten.
Für die Landtagswahl 2011 wurde die Regelung zur Vergabe der Zweitmandate geändert. Seither war nicht mehr die absolute Stimmenzahl, sondern der Stimmenanteil in den Wahlkreisen maßgeblich.

### Landtagswahlrecht ab der Landtagswahl 2026
Durch ein Gesetz vom 26. April 2022 wurde das Landtagswahlrecht an das der meisten anderen Bundesländer angepasst und Erst- und Zweitstimme analog zum Bundestagswahlrecht eingeführt. Die Wahlkreiseinteilung, die Sperrklausel von 5 % und die Sitzverteilung nach Sainte-Laguë-Verfahren bleiben bestehen. Erringen Parteien weniger Sitze in den Wahlkreisen, als ihnen aufgrund ihres Zweitstimmenergebnisses zustehen, erhalten sie die restlichen Sitze über die neu eingeführten Landeslisten. Bei Überhangmandaten erhalten die übrigen Parteien so viele Ausgleichsmandate, dass sich eine landesweit proportionale Verteilung ergibt. Das Mindestalter für das aktive Wahlrecht wurde auf 16 Jahre gesenkt.

## Ergebnisse der Landtagswahlen (in Prozent der Stimmenanteile)
|                            | 1952 | 1956 | 1960 | 1964 | 1968 | 1972 | 1976 | 1980 | 1984 | 1988 | 1992 | 1996 | 2001 | 2006 | 2011 | 2016 | 2021 |
| -------------------------- | ---- | ---- | ---- | ---- | ---- | ---- | ---- | ---- | ---- | ---- | ---- | ---- | ---- | ---- | ---- | ---- | ---- |
| Wahlbeteiligung in Prozent | 63,7 | 70,3 | 59,0 | 67,7 | 70,7 | 80,0 | 75,5 | 72,0 | 71,2 | 71,8 | 70,1 | 67,6 | 62,6 | 53,4 | 66,3 | 70,4 | 63,8 |
| Grüne                      |      |      |      |      |      |      |      | 5,3  | 8,0  | 7,9  | 9,5  | 12,1 | 7,7  | 11,7 | 24,2 | 30,3 | 32,6 |
| CDU                        | 36,0 | 42,6 | 39,5 | 46,2 | 44,2 | 52,9 | 56,7 | 53,4 | 51,9 | 49,0 | 39,6 | 41,3 | 44,8 | 44,2 | 39,0 | 27,0 | 24,1 |
| SPD                        | 28,0 | 28,9 | 35,3 | 37,3 | 29,0 | 37,6 | 33,3 | 32,5 | 32,4 | 32,0 | 29,4 | 25,1 | 33,3 | 25,2 | 23,1 | 12,7 | 11,0 |
| FDP/DVP                    | 18,0 | 16,6 | 15,8 | 13,1 | 14,4 | 8,9  | 7,8  | 8,3  | 7,2  | 5,9  | 5,9  | 9,6  | 8,1  | 10,7 | 5,3  | 8,3  | 10,5 |
| AfD                        |      |      |      |      |      |      |      |      |      |      |      |      |      |      |      | 15,1 | 9,7  |
| Linke 1                    |      |      |      |      |      |      |      |      |      |      |      |      |      | 3,1  | 2,8  | 2,9  | 3,6  |
| Piraten                    |      |      |      |      |      |      |      |      |      |      |      |      |      |      | 2,1  | 0,4  | 0,1  |
| NPD                        |      |      |      |      | 9,8  |      | 0,9  | 0,1  |      | 2,1  | 0,9  |      | 0,2  | 0,7  | 1,0  | 0,4  |      |
| REP                        |      |      |      |      |      |      |      |      |      | 1,0  | 10,9 | 9,1  | 4,4  | 2,5  | 1,1  | 0,3  |      |
| BHE bzw. GDP               | 6,3  | 6,3  | 6,6  | 1,8  |      |      |      |      |      |      |      |      |      |      |      |      |      |
| KPD 2                      | 4,4  | 3,2  |      |      |      |      |      |      |      |      |      |      |      |      |      |      |      |

Wahlbeteiligung und Landtagswahlergebnisse der fünf größten Parteien bis 2021

Auskunft über die Wahlergebnisse und die Sitzverteilung im baden-württembergischen Landtag gibt das Statistische Landesamt.

## Historische Sitzverteilung im Landtag von Baden-Württemberg
|            | 1952 | 1956 | 1960 | 1964 | 1968 | 1972 | 1976 | 1980 | 1984 | 1988 | 1992 | 1996 | 2001 | 2006 | 2011 | 2016 | 2021 |
| ---------- | ---- | ---- | ---- | ---- | ---- | ---- | ---- | ---- | ---- | ---- | ---- | ---- | ---- | ---- | ---- | ---- | ---- |
| Grüne      |      |      |      |      |      |      |      | 6    | 9    | 10   | 13   | 19   | 10   | 17   | 36   | 47   | 58   |
| CDU        | 50   | 56   | 52   | 59   | 60   | 65   | 71   | 68   | 68   | 66   | 64   | 69   | 63   | 69   | 60   | 42   | 42   |
| SPD        | 38   | 36   | 44   | 47   | 37   | 45   | 41   | 40   | 41   | 42   | 46   | 39   | 45   | 38   | 35   | 19   | 19   |
| FDP/DVP    | 23   | 21   | 18   | 14   | 18   | 10   | 9    | 10   | 8    | 7    | 8    | 14   | 10   | 15   | 7    | 12   | 18   |
| AfD        |      |      |      |      |      |      |      |      |      |      |      |      |      |      |      | 23   | 17   |
| REP        |      |      |      |      |      |      |      |      |      |      | 15   | 14   |      |      |      |      |      |
| NPD        |      |      |      |      | 12   |      |      |      |      |      |      |      |      |      |      |      |      |
| BHE        | 6    | 7    | 7    |      |      |      |      |      |      |      |      |      |      |      |      |      |      |
| KPD        | 4    |      |      |      |      |      |      |      |      |      |      |      |      |      |      |      |      |
| Gesamtzahl | 121  | 120  | 121  | 120  | 127  | 120  | 121  | 124  | 126  | 125  | 146  | 155  | 128  | 139  | 138  | 143  | 154  |

## Parlamentsreform
Im Jahre 2007 wurde ein parteienübergreifender Antrag zu einer grundsätzlichen Parlamentsreform gebilligt. Die Kernpunkte lauten im Einzelnen:
- Das bisherige Feierabendparlament wurde mit Beginn der 15. Legislaturperiode ein Vollzeitparlament.
- Die staatliche Altersentschädigung ist 2011 abgeschafft worden, seither müssen die Abgeordneten selbst für ihre Altersversorgung aufkommen. Dafür erhalten sie monatlich zusätzlich 1587 Euro, sofern sie diesen Betrag nachweislich in eine Altersvorsorge investieren.[16] Politische Staatssekretäre und hauptamtliche Mitglieder der Landesregierung erhalten diesen Betrag nicht,[17] so dass z. B. Minister bei der Altersvorsorge von einem zusätzlichen Abgeordnetenmandat nicht profitieren können – anders als in anderen Parlamenten.
- Seit Mai 2016, mit Beginn der 16. Legislaturperiode, gilt eine weitgehende Unvereinbarkeit von Amt und Mandat. Ein in den Landtag gewählter Beamter mit Dienstbezügen scheidet mit der Annahme der Wahl aus seinem Amt aus. Die Rechte und Pflichten aus dem Dienstverhältnis ruhen grundsätzlich vom Tag der Annahme der Wahl für die Dauer der Mitgliedschaft. Nach der Beendigung der Mitgliedschaft im Landtag ruhen die Rechte und Pflichten bis zum Eintritt oder bis zur Versetzung in den Ruhestand, es sei denn, der Beamte stellt einen Antrag auf Rückführung in das frühere Dienstverhältnis oder die oberste Dienstbehörde führt diese ohne Antrag durch. Lehnt der Beamte in letzterem Falle seine Rückführung ab, ist er entlassen. Die Rechte und Pflichten aus dem Beamtenverhältnis auf Zeit ruhen längstens bis zum Ablauf der Amtszeit. (§§ 27 f., 32. AbgG BW)